# HD 122563
HD 122563 är en gul jättestjärna i Björnvaktarens stjärnbild.
Stjärnan har visuell magnitud +6,19 och är svagt synlig för blotta ögat vid mycket god seeing.